# Bebe Neuwirth
Beatrice J. "Bebe" Neuwirth (nascuda el 31 de desembre de 1958) és una actriu, cantant i ballarina estatunidenca. A la televisió, va interpretar a Lilith Sternin, la dona de Frasier Crane, tant a la sitcom Cheers (amb un paper protagonista) com a la seva spin-off Frasier (amb un paper com a convidat recurrent). El paper va guanyar els seus dos premis Emmy. A l'escenari va interpretar els papers guanyadors del Premi Tony de Nickie al revival de Sweet Charity (1986) i Velma Kelly en la revifalla de Chicago (1996). A Broadway també creà el paper de Morticia Addams a The Addams Family (2010). Del 2014 al 2017, va actuar com Nadine Tolliver al drama polític de la CBS Madam Secretary.

## Inicis
El pare de Neuwirth és Lee Paul Neuwirth, un matemàtic que va ensenyar a la Universitat de Princeton i també va fer un encriptador mentre treballava a l'Institut d'Anàlisis de Defensa. La seva mare, Sydney Anne Neuwirth, és una pintora que també va ballar com aficionada a la companyia Princeton Regional Ballet. Té un germà gran Peter, matemàtic i actuari que es va graduar a la Universitat Harvard. Neuwirth era molt mandrós a l'escola i també es mostrava desobedient cap a l'autoritat, sent detinguda per fumar marihuana quan tenia 13 anys.
Neuwirth va començar a prendre lliçons de ballet als cinc anys, un any després de veure una producció de El Trencanous amb la seva mare. Tenia el desig de ser ballarina de ballet fins a la seva jove adolescència, quan va adonar-se de com era restringida la seva tècnica, així com l'educació global del ballet del lloc on vivia. Quan va veure el musical Pippin a Manhattan als 15 anys, va canviar els seus plans de futur de ser una ballarina de ballet a ser una ballarina de musical de Broadway.Després de graduar-se a Princeton High School el 1976, va assistir a Juilliard a la ciutat de Nova York i després de només un any, no li agradava l'escola per tenir un "entorn creatiu asfixiant" i no tenir formació de ball a l'estil de Broadway. Immediatament després de sortir de Juilliard el 1977, va prendre classes de cant i jazz en una YWCA de Nova York, una d'elles impartida per Joan Morton Lucas, que va aparèixer a la pel·lícula Singin 'in the Rain (1952) i la producció original de Broadway de Kiss Me Kate. Va actuar amb la companyia Princeton Ballet a Pere i el Llop', El Trencanous o Coppélia, també apareixent en musicals de teatre comunitari.

## Carrera

### Teatre

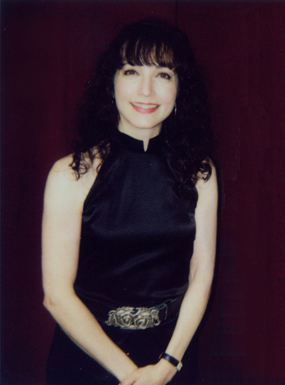
Neuwirth al Annual Flea Market i la gran subhasta organitzada per Broadway Cares / Equity Fights AIDS, el 26 de setembre del 2006.

Estudiant interpretació durant dos anys sota Suzanne Shepard, Neuwirth va debutar a Broadway en el paper de Sheila a A Chorus Line el 1980. Posteriorment va aparèixer als revivals de Little Me, (1982) Sweet Charity (1986), per la qual va guanyar el premi Tony a la millor actriu de repartiment en un musical i Damn Yankees (1994).
El 1996 va veure interpretar-la a Velma Kelly en la revifalla de Broadway de Chicago. Neuwirth va descriure el nivell de dificultat del paper com «com realitzar una microcirurgia de 8 a 10:20». Aquest paper li va portar el seu màxim reconeixement escènic fins llavors i diversos premis, entre els quals el Tony, el Drama Desk i el  Outer Critics Circle a la millor actriu principal en un musical. Neuwirth després tornaria a Chicago encara el 2006, aquesta vegada com a Roxie Hart. El 2014 va tornar de nou, aquesta vegada interpretant "Mama" Morton, convertint-la en la primera persona que va interpretar tres personatges diferents en tres moments diferents durant el transcurs d'una sola carrera de Broadway.
Va aparèixer en una revista musical Here Lies Jenny, que comptava amb cançons de Kurt Weill, cantades i ballades per Neuwirth i un repartiment de quatre persones, com a part d'una història ambigua que no parlada en un bar anònim possiblement a Berlín als anys trenta. L'espectacle es va desenvolupar del 7 de maig al 3 d'octubre de 2004, al Zipper Theatre de la ciutat de Nova York. Here Lies Jenny també va ser presentada per Neuwirth a San Francisco el 2005. El 2009, Neuwirth va fer un espectacle de cabaret d'una sola dona amb el pianista Scott Cady. El cabaret incloïa música de Kurt Weill, Stephen Sondheim, Tom Waits, John Lennon, Paul McCartney, John Kander i Fred Ebbentre d'altres. El 2010, va tornar a Broadway per crear el paper de Morticia Addams a la producció original de The Addams Family davant Nathan Lane.

### Cinema i televisió
Mentre que es trobava a Los Angeles esperant rebre un premi Tony per la seva aparició a Sweet Charity el 1985, Neuwirth va fer una audició per al paper de la doctora Lilith Sternin a la sèrie de televisió Cheers. Aleshores, Neuwirth no estava interessada a fer treballs de televisió i el seu personatge estava previst inicialment en un sol episodi de la sèrie. Tot i això, els escriptors van agradar escriure el seu diàleg tant que es va escriure en més episodis del programa, convertint-la finalment en un dels actors recurrents de la sèrie.
El personatge de Neuwirth es va casar amb Frasier Crane al programa. De la quarta a la setena temporada, Neuwirth va interpretar a Lilith en un paper regularment recurrent, i va aparèixer al programa com a estrella principal de la vuitena temporada a la darrera temporada, l'onzena temporada. Com Kelsey Grammer quan va començar a la programació com a Frasier, no va rebre immediatament la facturació estrella en els crèdits d'obertura, però al final de les vuit i les nou temporades, va aparèixer als crèdits d'obertura amb la seva pròpia imatge a les temporades deu i onze. Ella va fer una audició per fer aquest paper amb el braç en cabestrell, després d'una caiguda una setmana abans. Va guanyar dos premis Emmy pel paper, el 1990 i el 1991. El personatge també va aparèixer a la sèrie Wings i en 12 episodis de Frasier, el spin-off de Cheers, que li va valer la nominació al Premi Emmy del 1995 com a actriu convidada excepcional en una sèrie de comèdia. Ella va abandonar Cheers el 1993 per tornar a la seva carrera en la dansa, però encara faria més aparicions a la televisió en altres programes i anuncis.
La immersió de Neuwirth a la indústria cinematogràfica va començar el 1989 amb petits papers en pel·lícules com Say Anything... (1989), Pacific Heights (1990), i Penny Ante (1990). Va ser fins al 1990 que va començar a fer papers de suport en pel·lícules com Green Card (1990), Bugsy (1991), i Malice (1993), que va rebre aclamacions de la crítica per les seves actuacions. El seu primer paper principal va ser el 1993, quan va interpretar a una dona casada estranyament atreta per un dels seus veïns en la pel·lícula de comèdia psicològica The Paint Job.
Entre els altres crèdits destaquen Jumanji, Summer of Sam, Liberty Heights, An Extremely Goofy Movie, Tadpole, The Associate, How to Lose a Guy in 10 Days, The Big Bounce, The Faculty i Celebrity.

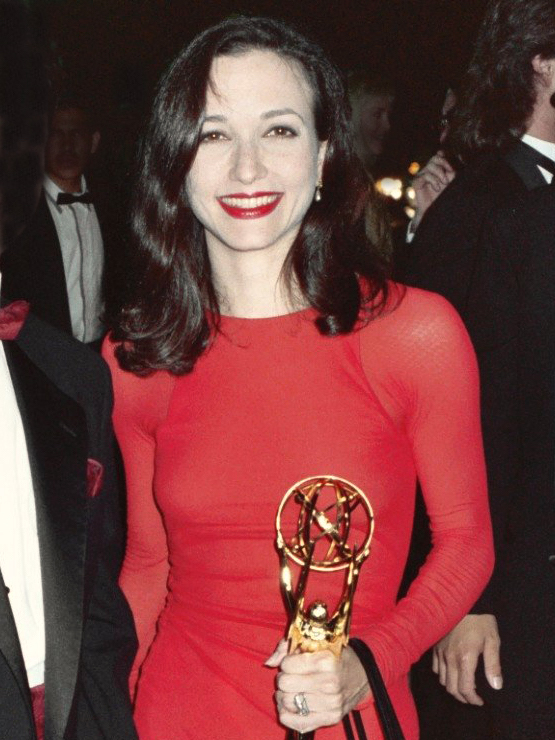
Neuwirth al Governor's Ball després de guanyar el premi Emmy a l'actriu secundària destacada en una sèrie de comèdia a la 43a edició dels Premis Anuals Primetime Emmy, 25 d'agost de 1991

Altres crèdits a pantalla petita inclouen una aparició de convidats a la segona temporada de NewsRadio, un petit paper a The Adventures of Pete and Pete (episodi: "La trucada"), Deadline (2000), Hack (2003), Law & Order: Trial by Jury (2005), Law & Order: Special Victims Unit (1999 com a modeling / suspect; 2005 com ADA Tracey Kibre), la minisèrie Wild Palms, i a l'episodi de la quarta temporada de Star Trek: The Next Generation "First Contact" com a Lanel.
Va aparèixer ella mateixa en episodis de Will and Grace, Strangers with Candy i Celebrity Jeopardy!. El 2009, va ser protagonista de la Sra. Kraft en el remake de Fame. Recentment va tenir un paper recurrent com a Caroline, l'editora literària de Jonathan Ames, a la sèrie HBO Bored to Death. També va ser membre del repartiment de Madam Secretary a la CBS. També va tenir un paper recurrent a Blue Bloods.
El 1996, Neuwirth va protagonitzar un pilot per a una sèrie de televisió anomenada Dear Diary per a l'ABC, que no va tirar endavant. Els productors el van editar lleugerament i es van posar en un sol cinema per a un únic cap de setmana de novembre de 1996, i es va convertir en un dels dos pilots de TV que van ser nominats a l'Oscar i l'únic que va guanyar.

## Vida personal
El 1984, a Newark, Nova Jersey, Neuwirth es va casar amb Paul Dorman. Es van conèixer el 1982 després que realitzés una actuació al restaurant O'Neal a la ciutat de Nova York, on ell treballava. Es van divorciar set anys després de l'inici del matrimoni. El 2009, es va casar amb Chris Calkins al Players Club de Manhattan, en una cerimònia oficialitzada per l'actor Peter Coyote.
En un article del 2004 al diari J. The Jewish News of Northern California, es va descriure que es descrivia a si mateixa jueva, una "jueva normal" sense "formació". En una entrevista de 2011, va dir que era una "atea" que «creu [en] en coses no vistes i no demostrades» com la reencarnació.
Neuwirth ha donat suport i ha treballat per a diverses organitzacions benèfiques sense ànim de lucre. Haver-se enfrontat a dues cirurgies de reemplaçament de maluc per ser ballarina, una de les quals va tenir el maig del 2006, i les històries d'altres ballarins amb problemes de maluc la van influir en iniciar el programa de recursos de Dancers' Resource a The Actors Fund, que s'adapta a necessitats físiques i financeres pròpies dels ballarins professionals. També ha ajudat a les Seeds of Peace.
Com a amant dels animals, ha col·laborat amb el grup de rescat de cavalls de Chatham, Nova York, Equine Advocates i l'esdeveniment anual d'adopció de mascotes Broadway Barks. Neuwirth és particularment amant dels gats. A la dècada de 1990, n'era propietària d'un, Frankie, que va nomenar per l'arquitecte i escriptor Frank Lloyd Wright. L'agost de 2016 tenia un gat negre, Bobby, un gat calic de pèl llarg, Tallulah, i un gat siamès mixt, Billie.
Neuwirth fa ceràmica en el seu temps lliure, cosa que va aprendre a fer a la secundària.

## Filmografia

### Film
| Any  | Títol                                                  | Paper                           | Notes                                                      |
| ---- | ------------------------------------------------------ | ------------------------------- | ---------------------------------------------------------- |
| 1989 | Say Anything...                                        | Mrs. Evans                      |                                                            |
| 1990 | Green Card                                             | Lauren                          |                                                            |
| 1991 | Bugsy                                                  | Countess di Frasso              |                                                            |
| 1993 | Malice                                                 | Det. Dana Harris                |                                                            |
| 1995 | Jumanji                                                | Nora Shepherd                   |                                                            |
| 1996 | All Dogs Go to Heaven 2                                | Anabelle, the Dog Angel (voice) |                                                            |
| 1996 | Les aventures de Pinotxo (The Adventures of Pinocchio) | Felinet                         |                                                            |
| 1996 | The Associate                                          | Camille Scott                   |                                                            |
| 1996 | Dear Diary                                             | Annie                           | The only TV pilot to win an Oscar (Best Live Action Short) |
| 1998 | Celebrity                                              | Nina, the hooker                |                                                            |
| 1998 | The Faculty                                            | Principal Valerie Drake         |                                                            |
| 1998 | An All Dogs Christmas Carol                            | Annabelle/Belladonna (veu)      |                                                            |
| 1999 | Getting to Know You                                    | Trix                            |                                                            |
| 1999 | Summer of Sam                                          | Gloria                          |                                                            |
| 1999 | Liberty Heights                                        | Ada Kurtzman                    |                                                            |
| 2000 | An Extremely Goofy Movie                               | Sylvia Marpole (voice)          |                                                            |
| 2002 | Tadpole                                                | Diane Lodder                    |                                                            |
| 2003 | How to Lose a Guy in 10 Days                           | Lana Jong                       |                                                            |
| 2003 | Le Divorce                                             | Julia Manchevering              |                                                            |
| 2004 | The Big Bounce                                         | Alison Ritchie                  |                                                            |
| 2005 | Game 6                                                 | Joanne Bourne                   |                                                            |
| 2008 | Adopt a Sailor                                         | Patricia                        |                                                            |
| 2009 | Fame                                                   | Ms. Kraft                       |                                                            |
| 2017 | Humor Me                                               | C.C. Rudin                      |                                                            |

### Televisió
| Any       | Títol                                  | Paper                       | Notes                                                       |
| --------- | -------------------------------------- | --------------------------- | ----------------------------------------------------------- |
| 1986–1993 | Cheers                                 | Dr. Lilith Sternin-Crane    | 80 episodis                                                 |
| 1986      | Simon & Simon                          | Receptionist                | Episode: "Family Forecast"                                  |
| 1986      | Fame                                   | Phyllis Turner              | Episode: "Stagefright"                                      |
| 1990      | The Famous Teddy Z                     | Unknown                     | Episode: "Teddy Gets a Guru"                                |
| 1990      | Walt Disney's Wonderful World of Color | Dr. Lilith Sternin          | Episode: "Disneyland's 35th Anniversary Celebration"        |
| 1990      | Without Her Consent                    | Gloria Allred               | Television movie                                            |
| 1991      | Star Trek: The Next Generation         | Lanel                       | Episode: "First Contact"                                    |
| 1992      | Wings                                  | Dr. Lilith Sternin-Crane    | Episode: "Planes, Trains and Visiting Cranes"               |
| 1993      | Wild Palms                             | Tabba Schwartzkopf          | 5 episodis                                                  |
| 1994      | The Adventures of Pete & Pete          | Mailcarrier                 | 2 episodis                                                  |
| 1994–1995 | Aladdin                                | Mirage (voice)              | 6 episodis                                                  |
| 1994–2003 | Frasier                                | Dr. Lilith Sternin          | 12 episodis                                                 |
| 1995      | NewsRadio                              | Sandi Angelini              | Episode: "Friends"                                          |
| 1996      | Duckman: Private Dick/Family Man       | Tamara La Boinque (voice)   | Episode: "Noir Gang"                                        |
| 1996      | Freakazoid!                            | Deadpan (voice)             | Episode: "The Wrath of Guitierrez"                          |
| 1996–1998 | All Dogs Go to Heaven: The Series      | Anabelle/Belladonna (voice) | 5 episodis                                                  |
| 1997      | The Magic School Bus                   | Flora Whiff (voice)         | Episode: "Makes a Stink"                                    |
| 1997      | Jungle Cubs                            | La La                       | Episode: "Old Green Teeth/The Elephant Who Couldn't Say No" |
| 1997–1998 | Pepper Ann                             | Ms. Bladdar (voice)         | 3 episodis                                                  |
| 1999      | Sabrina, the Teenage Witch             | Juliette                    | Episode: "Salem and Juliette"                               |
| 1999      | Law & Order: Special Victims Unit      | Nina Laszlo                 | Episode: "Or Just Look Like One"                            |
| 1999      | Dash and Lilly                         | Dorothy Parker              | Television movie                                            |
| 2000      | Cupid & Cate                           | Francesca DeAngelo          | Television movie                                            |
| 2000–2001 | Deadline                               | Nikki Masucci               | 13 episodis                                                 |
| 2002–2003 | Cyberchase                             | Binky the Cat (voice)       | 2 episodis                                                  |
| 2003      | Hack                                   | Faith O'Connor              | 5 episodis                                                  |
| 2004      | Will & Grace                           | Herself                     | Episode: "No Sex 'N' the City"                              |
| 2005      | Law & Order: Special Victims Unit      | A.D.A. Tracey Kibre         | Episode: "Night"                                            |
| 2005–2006 | Law & Order: Trial by Jury             | A.D.A. Tracey Kibre         | 13 episodis                                                 |
| 2009–2011 | Bored to Death                         | Caroline Taylor             | 3 episodis                                                  |
| 2010      | The Late Show with David Letterman     | Morticia Addams             | Episode: "17.117"                                           |
| 2010      | The Cleveland Show                     | Sarah Friedman (voice)      | Episode: "Brotherly Love"                                   |
| 2012–2013 | The Good Wife                          | Judge Claudia Friend        | 3 episodis                                                  |
| 2013      | Browsers                               | Julianna Mancuso-Bruni      | Unsold TV pilot                                             |
| 2013–2019 | Blue Bloods                            | Kelly Peterson              | 10 episodis                                                 |
| 2014–2017 | Madam Secretary                        | Nadine Tolliver             | 71 episodis                                                 |
| 2014      | Over the Garden Wall                   | Margueritte Grey (voice)    | Episode: "Mad Love"                                         |
| 2017      | New York Is Dead                       | Sylvia                      | 1 episode                                                   |
| 2018      | The Good Fight                         | Judge Claudia Friend        | Episode: "Day 443"                                          |

### Teatre
| Any  | Títol             | Paper                   | Notes    |
| ---- | ----------------- | ----------------------- | -------- |
| 1980 | A Chorus Line     | Sheila, u/s Cassie      | Broadway |
| 1981 | Dancin'           | Replacement             | Broadway |
| 1982 | Little Me         | Boom Boom Girl          | Broadway |
| 1986 | Sweet Charity     | Nickie, Charity standby | Broadway |
| 1994 | Damn Yankees      | Lola                    | Broadway |
| 1996 | Chicago           | Velma Kelly             | Broadway |
| 2002 | Funny Girl        | Fanny Brice             | Concert  |
| 2006 | Chicago           | Roxie Hart              | Broadway |
| 2010 | The Addams Family | Morticia Addams         | Broadway |
| 2014 | Chicago           | Matron "Mama" Morton    | Broadway |

## Premis i nominacions
| Any  | Premi                          | Categoria                                                               | nominat        | Resultat   |
| ---- | ------------------------------ | ----------------------------------------------------------------------- | -------------- | ---------- |
| 1986 | Premi Drama Desks              | Actriu més destacada en un musical                                      | Sweet Charity  | nominada   |
| 1986 | Premi Tony                     | Millor Actor de Repartiment de Musical                                  | Sweet Charity  | GUANYADORA |
| 1990 | Premis Primetime Emmy          | Actriu de repartiment més destacada en una comèdia                      | Cheers         | GUANYADORA |
| 1990 | Viewers for Quality Television | Actriu de repartiment més destacada en una comèdia                      | Cheers         | nominada   |
| 1991 | Premis Primetime Emmy          | Actriu de repartiment més destacada en una comèdia                      | Cheers         | GUANYADORA |
| 1991 | Viewers for Quality Television | Actriu de repartiment més destacada en una comèdia                      | Cheers         | nominada   |
| 1995 | Premis Primetime Emmy          | Actriu convidada més destacada en una comèdia                           | Frasier        | nominada   |
| 1997 | Premi Drama Desk               | Actriu més destacada en un musical                                      | Chicago        | GUANYADORA |
| 1997 | Premi Tony                     | Millor Actriu Protagonista de Musical                                   | Chicago        | GUANYADORA |
| 1999 | Premis American Comedy         | Aparició més divertida d'una actriu convidada en una sèrie de televisió | Frasier        | nominada   |
| 1999 | Premis Primetime Emmy          | Actriu de repartiment més destacada en una minisèrie o pel·lícula       | Dash and Lilly | nominada   |
| 2000 | Premis American Comedy         | Aparició més divertida d'una actriu convidada en una sèrie de televisió | Frasier        | nominada   |
| 2003 | Premis Satellite               | Millor actriu de support en pel·lícula                                  | Tadpole        | nominada   |